# Мужава
Мужава (груз. მუჟავა) — село в Грузии, на территории Цаленджихского муниципалитета края (мхаре) Самегрело-Верхняя Сванетия.

## География
Село находится в западной части Грузии, к западу от реки Ингури, на расстоянии приблизительно 12 километров (по прямой) к северо-западу от города Цаленджиха, административного центра муниципалитета. Абсолютная высота — 370 метров над уровнем моря.

## Население
По результатам официальной переписи населения 2014 года, в Мужаве проживало 298 человек (149 мужчин и 149 женщин). В национальной структуре населения грузины составляли 100 %.
| Год  | Население, человек |
| ---- | ------------------ |
| 2002 | 455                |
| 2014 | ↘ 298              |